# Nastagio degli Onesti, primo episodio
Nastagio degli Onesti, primo episodio è un dipinto a tempera su tavola (83x138 cm) di Sandro Botticelli, databile al 1483 e conservato nel Museo del Prado di Madrid.

## Storia
La tavola fa parte di una serie di quattro pannelli, forse commissionati da Lorenzo il Magnifico nel 1483 per farne dono a Giannozzo Pucci in occasione del suo matrimonio con Lucrezia Bini di quell'anno. Già conservati a palazzo Pucci, nella seconda metà dell'Ottocento vennero dispersi: tre oggi si trovano al Prado ed uno solo, l'ultimo, è ritornato nella sua collocazione originaria, dopo essere stato, tra l'altro, nella Collezione Watney di Charlbury presso Londra.

## Descrizione e stile

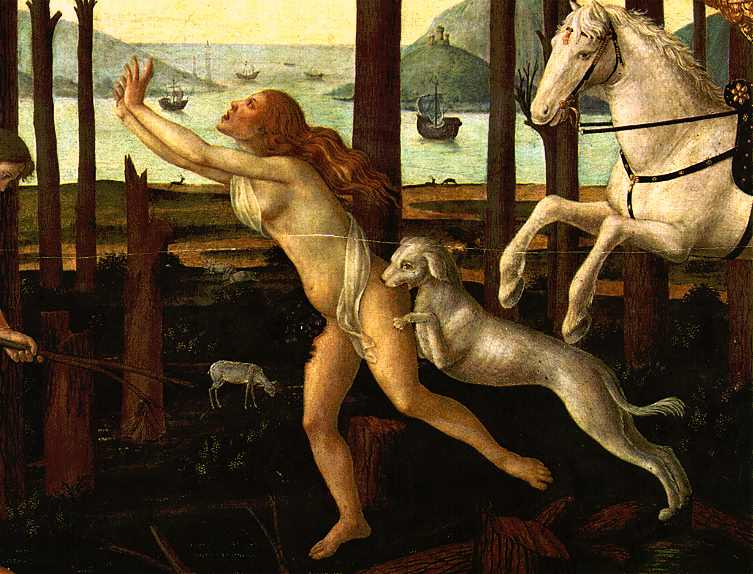
Dettaglio

La vicenda di Nastagio degli Onesti è raccontata nel Decameron di Giovanni Boccaccio (giornata quinta, novella ottava) tra le novelle d'amore a lieto fine. Vi si narra che la figlia di Paolo Traversari, dopo aver rifiutato la corte di Nastagio, si ricrede assistendo alla punizione infernale di un'altra donna, che ha peccato di irriconoscenza verso l'amante.
Il primo episodio in particolare è ambientato nella pineta attorno a Ravenna e mostra Nastagio che, dopo aver abbandonato la città, deluso dalla sua passione non corrisposta, vaga solo e addolorato finché non si imbatte in una donna inseguita da un cavaliere e dai suoi cani che la azzannano e cerca così di difenderla, seppure invano. Si scoprirà, poi, che i due sono fantasmi e che il cavaliere è l'avo di Nastagio, Guido.

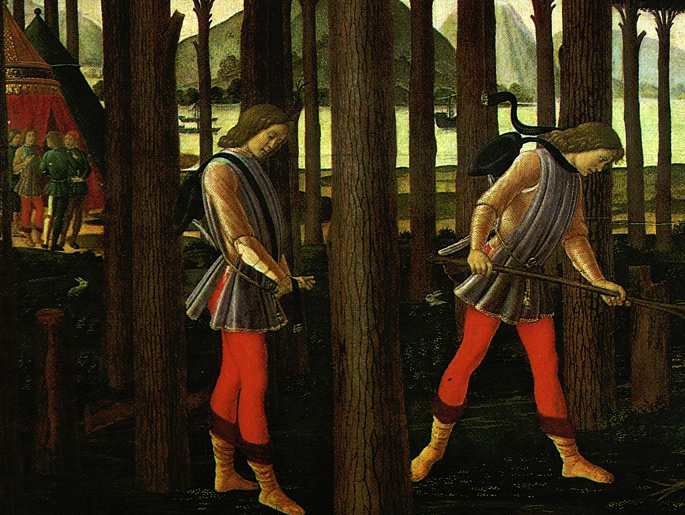
Dettaglio

A sinistra, Nastagio (riconoscibile dai pantaloni rossi) è rappresentato mentre alcuni amici gli consigliano di andarsene dalla città; poi, in primo piano, sempre lui vaga per la foresta, riapparendo poco dopo mentre tenta di scacciare con un bastone i cani che cercano di azzannare una donna seminuda, inseguita da un impetuoso cavaliere, armato di spada e corazza dorata.
Il dipinto rappresenta due scene contemporanee, il che richiese che il protagonista fosse raffigurato con tre distinte figure. Se l'ideazione è dovuta al maestro, l'esecuzione venne in parte delegata agli assistenti di bottega, in particolare Bartolomeo di Giovanni (prime tre scene) e Jacopo del Sellaio (ultima scena).
Gradevole è l'armonica ambientazione delle tavole, che costituiscono insieme una sorta di unità spaziale. I colori sono tersi e l'ambientazione naturale è misuratamente controllata. In questa scena gli alberi dagli alti fusti verticali creano una sorta di griglia con il paesaggio marittimo a svolgimento orizzontale sullo sfondo, con un notevole sfondamento in profondità. La drammaticità convive con l'eleganza formale delle slanciate figurine, con movenze aggraziate di uomini e animali, in una magica sospensione tra favola e realtà.